# Regno del Kent
Il Regno del Kent, nel sud-est dell'Inghilterra, dapprima fu un reame degli Juti nel V secolo e poi uno dei sette regni anglosassoni. La capitale era Canterbury, che divenne in seguito il centro religioso della chiesa anglicana.

## Preistoria e storia antica
A seguito della sua posizione geografica la regione fu colpita nel V secolo dalle prime ondate di invasori germanici, cosa che cancellò quasi ogni informazione storica del tempo. Il nome "Kent" è precedente al regno degli Juti e si riferisce alla tribù celtica dei Cantiaci, stanziati in quella regione.
Secondo la Historia Brittonum, il britanno Gwrangon regnò sul Kent (come sovrano-dipendente) al tempo di Vortigern, che gli tolse il trono per darlo al primo re germanico, Hengist. Questo testo, però, è considerato una fonte inaffidabile e, quindi, come sottolineato da alcuni studiosi, Gwrangon sembra essere stato trasportato dal Gwynedd al Kent e trasformato in un re immaginario di Kent, privato del trono a favore di Hengist.
Il Kent fu il primo regno in Inghilterra ad essere creato dagli invasori germanici, cosa che lo fece diventare relativamente potente nel primo periodo anglosassone. Il Kent sembra aver avuto un grande potere agli inizi del VII secolo con Ethelbert, che fu riconosciuto come Bretwalda. Il primo evento sicuramente databile nella storia del regno è l'arrivo di sant'Agostino, con 40 monaci, nel 597. Ethelbert fu il primo sovrano anglosassone ad accettare il Cristianesimo e il primo ad introdurre un codice scritto di leggi. Dopo di lui, però, la potenza del Kent cominciò a declinare e a partire dalla metà del secolo sembra essere stata dominata da regni anglosassoni più forti.
Nel 686 il Kent fu conquistato da Caedwalla del Wessex, che mise sul trono il fratello Mul. Quest'ultimo fu ucciso da una rivolta, ma Caedwalla invase di nuovo il regno e lo devastò.
A questo punto il Kent cadde in uno stato di disordine. I merciani misero sul trono un re cliente, Oswine, che però sembra aver regnato per soli due anni, dopodiché il potere fu preso da Wihtred. Costui si impegnò a ricostruire il regno e nel 694 fece la pace con il Wessex, pagando un risarcimento per l'uccisione di Mul.
La storia del Kent successiva alla morte di Wihtred nel 725 è frammentaria e sempre più oscura. Per i 40 anni che seguirono, due o anche tre sovrani regnarono allo stesso tempo.
Potrebbe essere stata questa specie di divisione a fare del Kent il primo obiettivo del crescente potere di Offa di Mercia, che nel 764 acquistò la supremazia sul Kent, su cui pose sovrani clienti.
Sembra che dagli inizi degli anni Settanta dell'VIII secolo Offa abbia tentato di regnare direttamente sul Kent, provocando una ribellione.  Ne seguì una battaglia, a Otford (776), e anche se non se ne conosce l'esito, le circostanze degli anni successivi suggeriscono che siano stati i ribelli del Kent a prevalere: Egbert II e poi Ealhmund del Kent sembrano aver regnato in maniera indipendente da Offa per quasi un decennio.  Questo stato di cose, però, non durò molto e Offa stabilì saldamente la sua autorità sul Kent nel 785, sul quale la Mercia regnò direttamente fino al 796.
Dopo la morte di Offa, vista la momentanea debolezza merciana, nel Kent scoppiò una ribellione: Eadbert II Praen salì temporaneamente al potere. Il successore di Offa, Coenwulf, riconquisto il Kent nel 798, mettendo sul trono Cuthred. Dopo la morte di Cuthred nell'807, Coenwulf regnò direttamente sul Kent, ma l'autorità merciana fu rimpiazzata da quella del Wessex nell'825, dopo la battaglia di Ellandun: il re-cliente merciano, Baldred fu scacciato.
Quando nell'892 tutta l'Inghilterra meridionale fu unita sotto lo scettro di Alfredo il Grande, il Kent era sull'orlo del disastro. Circa un secolo prima i pagani vichinghi avevano iniziato scorrerie, attaccando dapprima Lindisfarne, sulla costa della Northumbria, uccidendo i monaci e devastando l'abbazia.
La maggior parte delle terre di questo regno fanno oggi parte della contea del Kent. Il suo capoluogo è la città di Maidstone.

## Fonti
- Cronaca anglosassone
- A. W. Wade-Evans, Nennius's History of the Britions (1938).
- K. P. Witney, The Kingdom of Kent (1982)
- D. P. Kirby, The Earliest English Kings (London: Unwin Hyman 1991), capitolo 2